# Ultra Blue
Ultra Blue è il quarto album studio in lingua giapponese (il sesto in totale) della cantante giapponese Utada Hikaru, pubblicato nel 2006. Ha debuttato alla prima posizione della classifica Oricon, vendendo 500 317 copie nei primi sei giorni di pubblicazione. Ultra Blue ha venduto più di un milione di copie in tutto il mondo e quasi quattro milioni di tracce digitali e suonerie al 13 luglio 2006, secondo la EMI.
Ultra Blue ha anche ottenuto un notevole successo nei negozi online. Per oltre due mesi, Ultra Blue è rimasto nella top ten degli album più scaricati su iTunes Giappone. L'album è quindi risultato essere il quarto più scaricato dell'anno in Giappone ed ha vinto il titolo di "Album dell'anno" in occasione dei Nihon Golden Disk Awards del 2007. Il 30 luglio 2007, EMI Group ha diffuso la notizia che Ultra Blue ha venduto 1.3 milioni di copie in tutto il mondo, diventando il decimo album dell'etichetta più venduto nel 2006.

## Tracce
1. This Is Love - 4:58
2. Keep Tryin' - 4:53
3. Blue - 5:15
4. Nichiyō no Asa (日曜の朝) - 4:44
5. Making Love - 4:25
6. Dareka no negai ga kanau koro (誰かの願いが叶うころ) - 4:27
7. Colors - 3:59
8. One Night Magic (feat. Masashi Yamada dei The Back Horn) - 4:39
9. Kairo (海路) - 3:34
10. Wings - 4:52
11. Be My Last - 4:30
12. Eclipse (Interlude) - 1:32
13. Passion - 4:42